# Centro Histórico de Riga

## Breve descrição
O centro histórico da cidade de Riga, que anteriormente conformava a cidade, foi um importante centro da Liga Hanseática, obtendo a sua prosperidade entre os séculos XIII e XV a partir do comércio com a Europa Central e Oriental. O tecido urbano de seu centro medieval reflete essa prosperidade, embora a maioria dos mais antigos edifícios foram destruídos pelo fogo ou de guerra. Riga se tornou um importante centro econômico no século XIX, quando os subúrbios em torno da vila medieval foram estabelecidos, em primeiro lugar com imponentes prédios de madeira em estilo neoclássico e, em seguida, em Jugendstil. É geralmente reconhecido que Riga tem a melhor coleção de edifícios art nouveau na Europa.

## Justificação da inscrição na UNESCO
A Comissão decidiu endereçar a essa propriedade, com base em critérios (i) e (ii) por considerar que o centro histórico de Riga, embora conservando o seu tecido urbano medieval e, mais tarde relativamente intactas, é de valor universal excepcional em virtude da qualidade e a quantidade do seu Art Nouveau/Jugendstil arquitetura, que é inigualável em qualquer parte do mundo, e sua arquitetura em madeira século XIX.

## Galeria

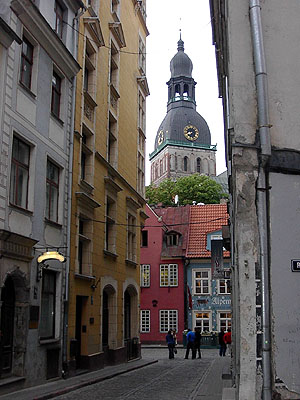
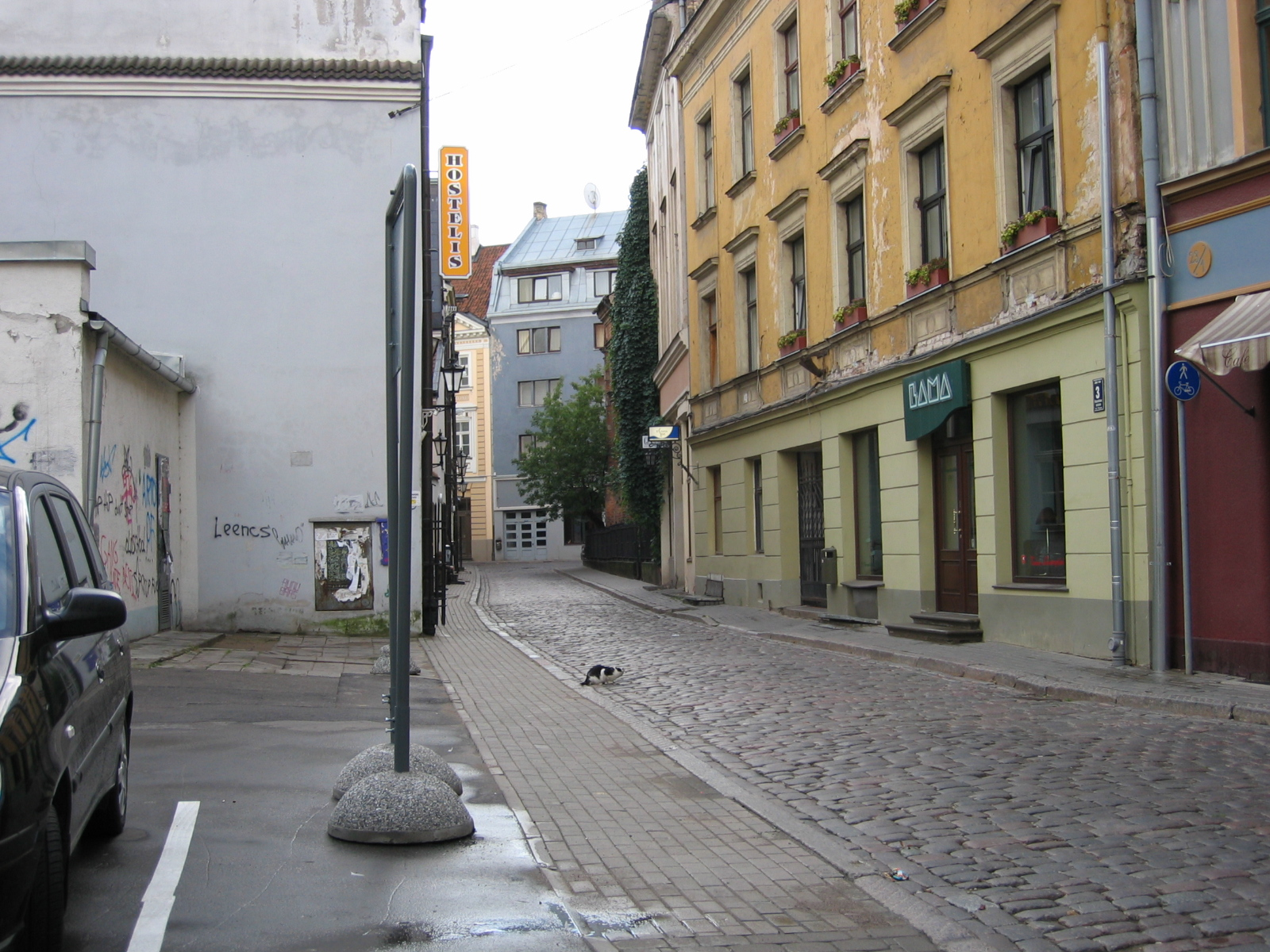
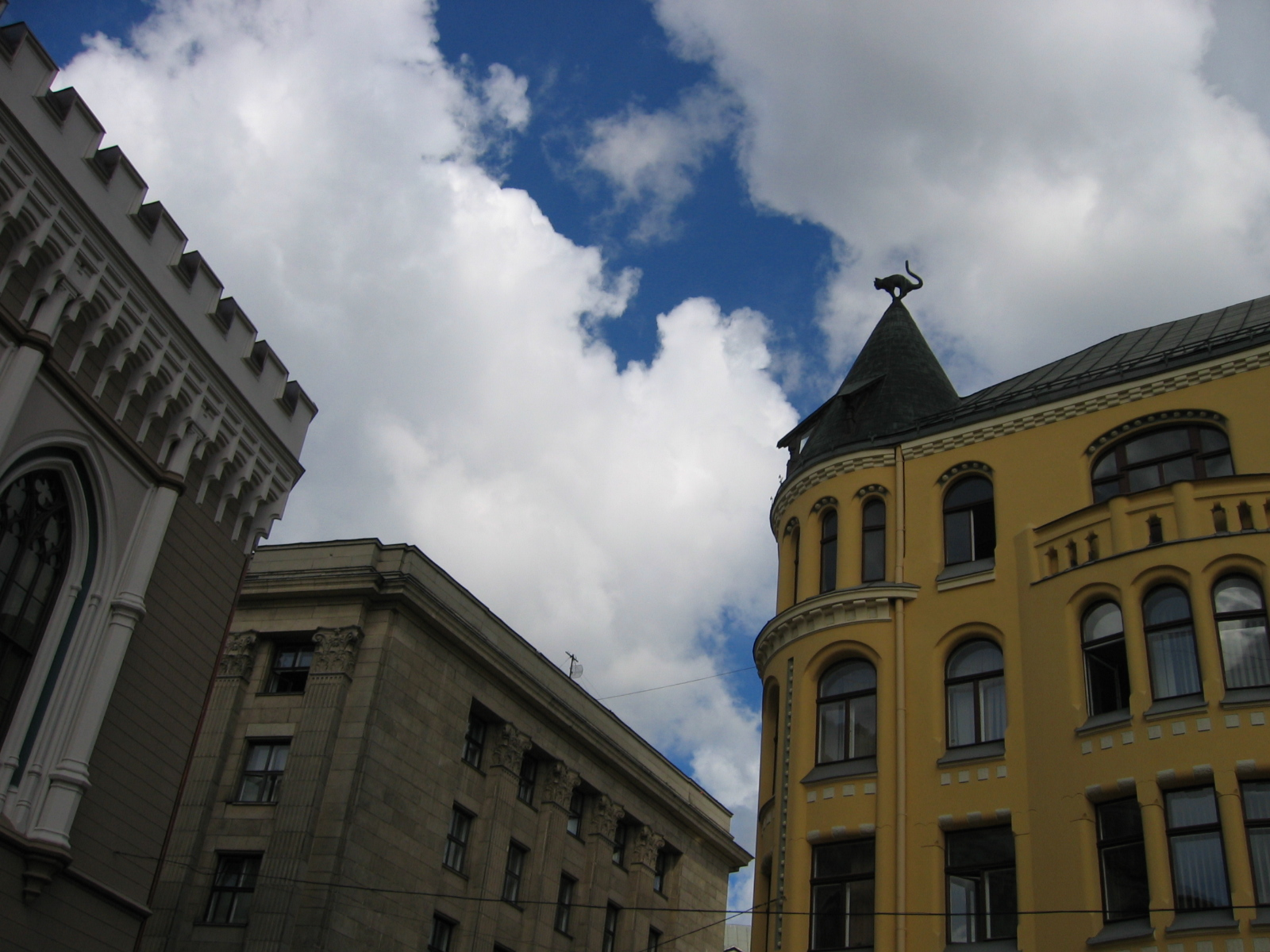
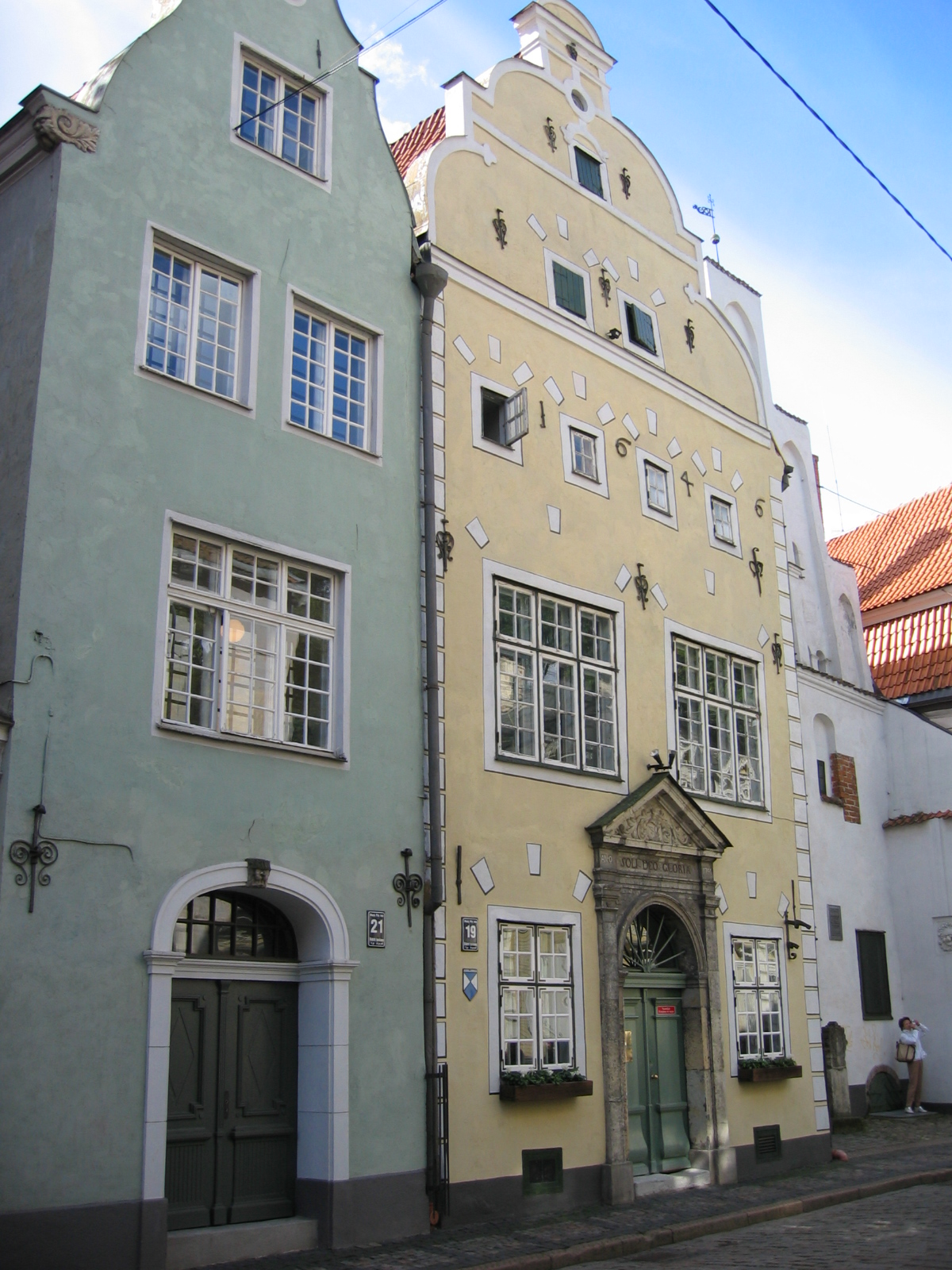